# Fosse Soult no 2
La fosse Soult no 2 ou Jean-de-Dieu Soult no 2 de la Compagnie des mines de Thivencelle est un ancien charbonnage du Bassin minier du Nord-Pas-de-Calais, situé à Fresnes-sur-Escaut. Bien qu'elle soit symboliquement ouverte en 1838 à quelques centaines de mètres de la fosse Soult no 1, ce n'est qu'en 1845 que débute le fonçage, près du vieil Escaut. Un terril no 183 est édifié à l'ouest du carreau de fosse, et des logements sont bâtis pour les mineurs des fosses Soult. la fosse est reconstruite à l'issue de la Première Guerre mondiale.
La Compagnie des mines de Thivencelle est nationalisée en 1946, et intègre le Groupe de Valenciennes. Des cités nouvelles sont bâtis à proximité des fosses Soult. Le puits est comblé en 1970 et le chevalement détruit quatre ans plus tard. Toutes les installations de la fosse ont été détruites, et le terril a été exploité.
Au début du XXIe siècle, Charbonnages de France matérialise la tête du puits Soult no 2. Les cités ont été rénovées, et le carreau de fosse et son terril sont une friche reconquise par la nature.

## La fosse

### Fonçage
La fosse Soult no 2 est symboliquement ouverte durant l'été 1838, mais le fonçage ne débute qu'à partir de 1845. Elle est située à 330 mètres au sud-ouest de la fosse Soult no 1, à Fresnes-sur-Escaut. La fosse est baptisée en l'honneur de Jean-de-Dieu Soult. Le diamètre du puits est de 3,70 mètres. Son cuvelage est en bois de l'orifice jusqu'à une profondeur indéfinie. Le terrain houiller est atteint à la profondeur de 123,30 mètres.

### Exploitation
De manière générale, le gisement n'est pas beaucoup accidenté, contrairement à la concession de la Compagnie des mines d'Anzin où de grandes cassures ont été rencontrées. La veine Napoléon forme un dressant sous la fosse Soult no 2, si bien que les travaux de cette fosse ont recoupé trois fois cette veine sur une hauteur de cinquante mètres. La veine forme un dressant haut d'une vingtaine de mètres et deux crochets à la profondeur de 191 mètres.
Des accidents de terrain se présentent parfois de manières fort irrégulière : une veine qui est bel et bien stratifiée sur un point se montre fort tourmentée sur d'autres points. Les travaux ont atteint une assez grande profondeur et les infiltrations des eaux du grès vert ne sont plus à craindre. Des galeries à travers bancs à des étages inférieurs sont donc creusées vers 1867 pour faire des reconnaissances dans les quatre veines du sud, mais aussi pour explorer une bande de 300 mètres de largeur, qui reste encore au midi de la concession, et dans laquelle les travaux n'ont pas encore pénétré. La concession d'Escautpont étant très peu étendue, les exploitants considèrent comme important de l'explorer tout entière.
La profondeur de 293 mètres est atteinte en 1886 et la fosse produit 49 605 tonnes en 1891. La fosse est bombardée pendant la Seconde Guerre mondiale, puis reconstruite.
La Compagnie des mines de Thivencelle est nationalisée en 1946, et intègre le Groupe de Valenciennes. En 1955, le puits est ennoyé jusque sous l'étage de 414 mètres. Treize accrochages ont été établis aux profondeurs de 150, 170, 190, 200, 226, 240, 258, 293, 304, 414, 418, 504 et 580 mètres. Le puits Soult no 2, profond de 601 mètres, est comblé en 1970, avec 11 225 tonnes de schistes de lavoir du fond jusqu'à la profondeur de 74 mètres, un bouchon de 610 tonnes d'argile de 74 à 39 mètres, des schistes de 39 à cinq mètres. Enfin, la galerie de descente des schiste est traitée, son radier était situé à 2,15 mètres de profondeur. En 1971, un complément de 200 tonnes de schistes représentant une hauteur de neuf mètres jusqu'au jour est mis en place. Le chevalement abattu le 26 avril 1974. En 1975, une dalle ETR no 61029 avec regard de visite en fonte de soixante centimètres de diamètre et de type voirie est mis en place. En 1997, le puits est détouré sur cinq mètres de profondeur dans le but de trouver d'éventuelles galeries de sub-surface, mais rien n'a été trouvé.

### Reconversion
Au début du XXIe siècle, Charbonnages de France matérialise la tête du puits Soult no 2. Le BRGM y effectue des inspections chaque année. Une zone industrielle occupe au sud l'emplacement de la fosse et du lavoir, quant au puits, il est localisé dans un espace vert au nord du site.

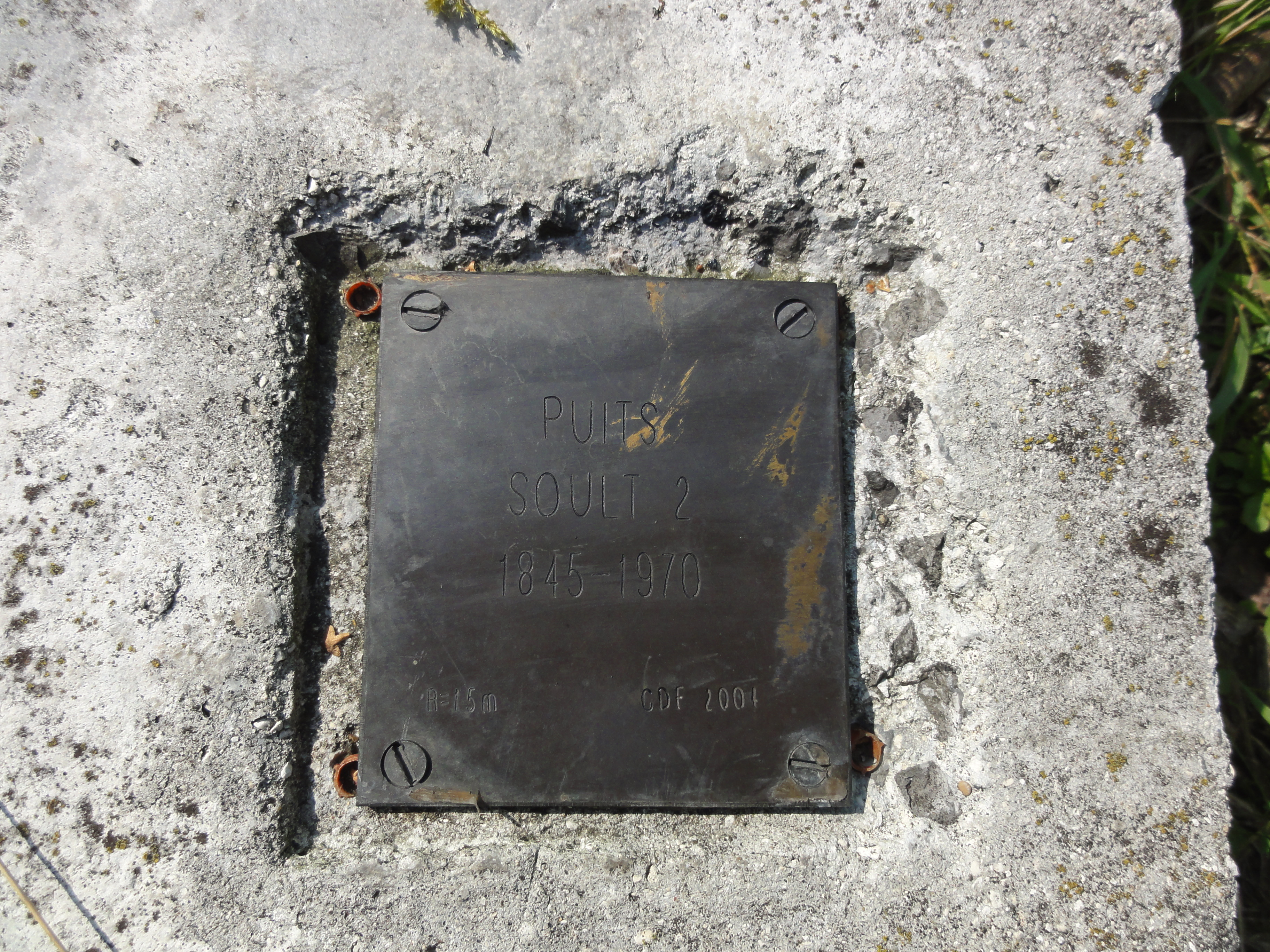
« Puits Soult 2, 1845-1970 ».
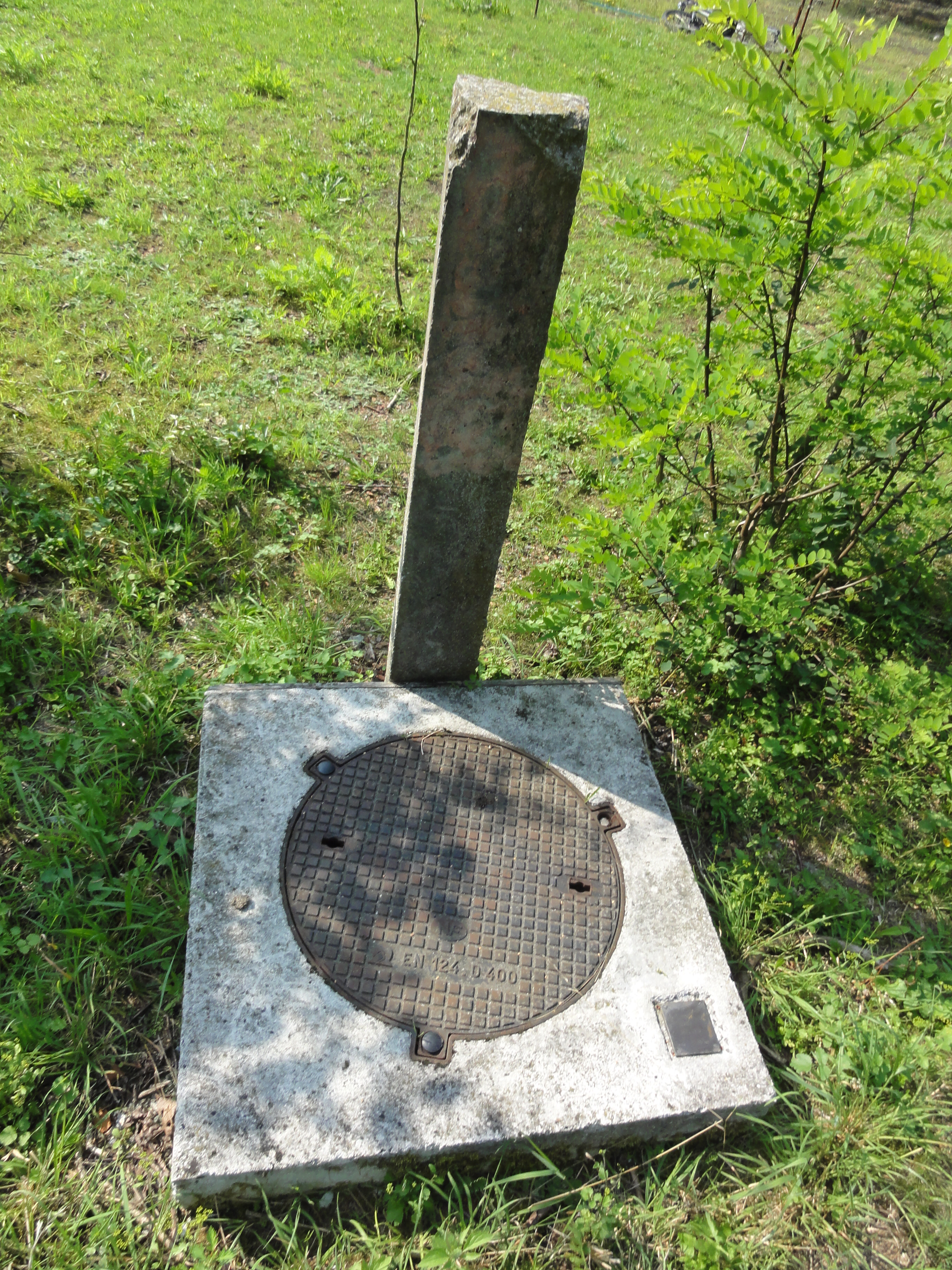
La tête de puits matérialisée.
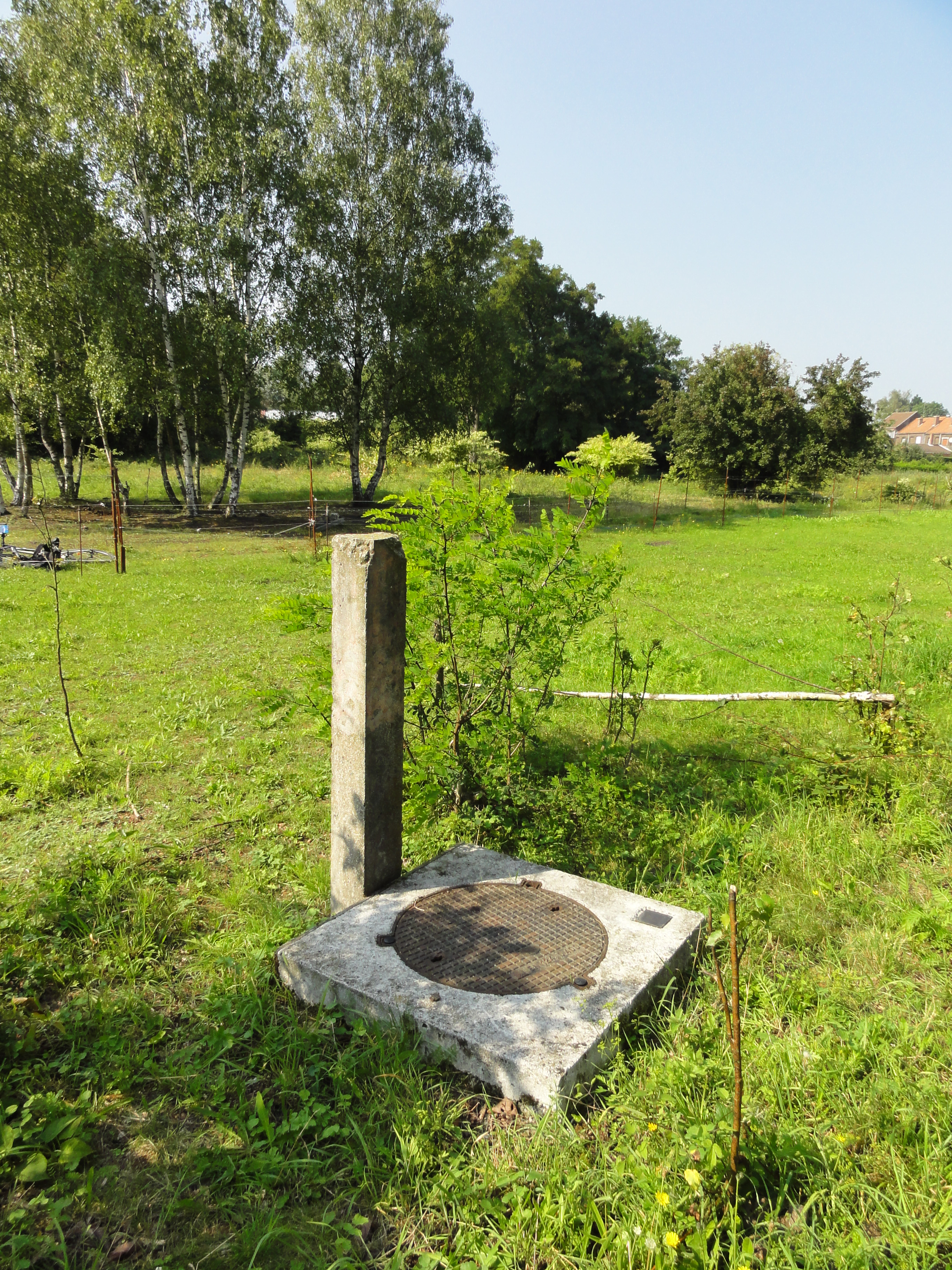
Le puits dans son environnement.
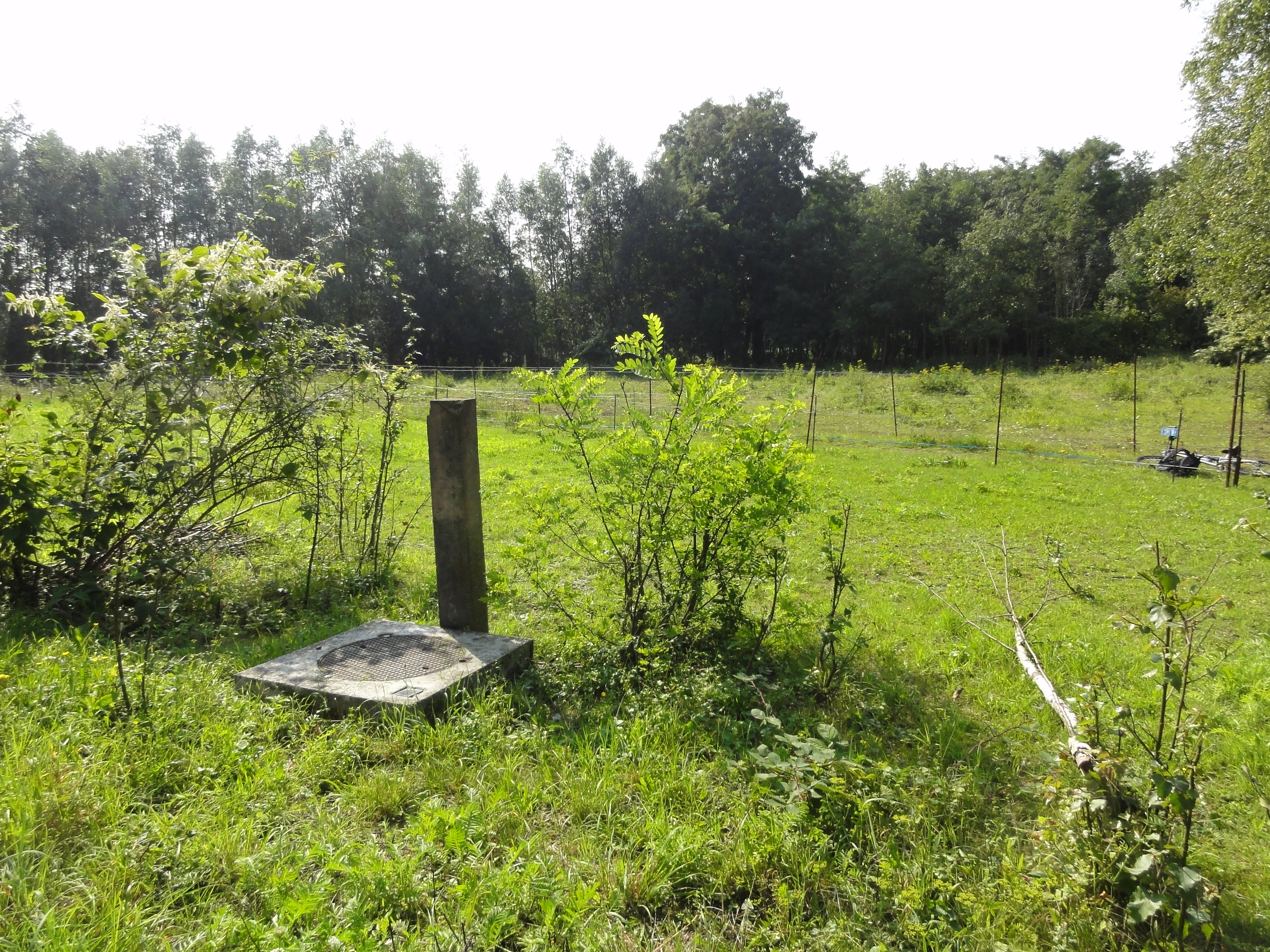
Le puits dans son environnement.
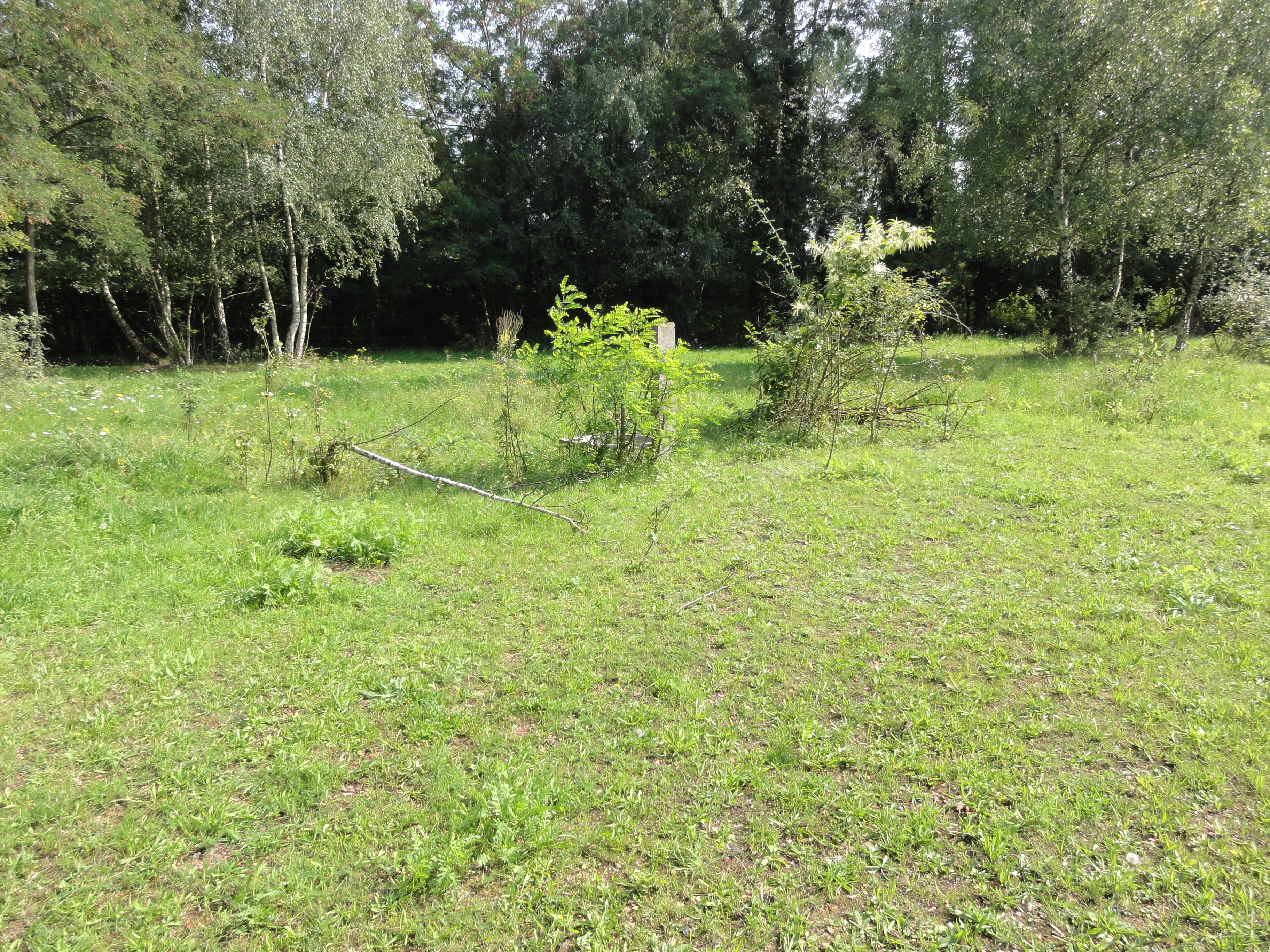
Le puits dans son environnement.
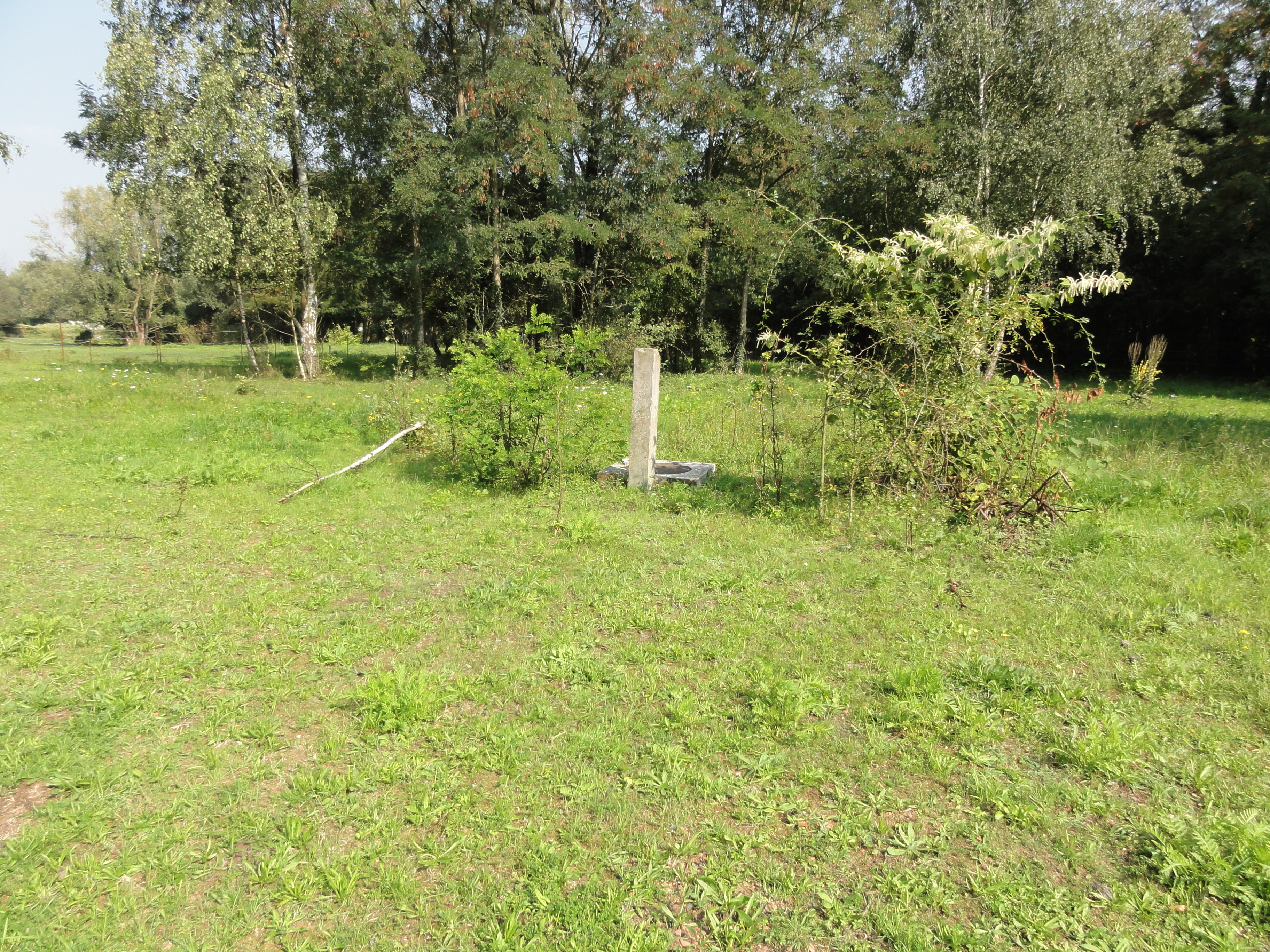
Le puits dans son environnement.

## Le terril
50° 25′ 31″ N, 3° 34′ 17″ E

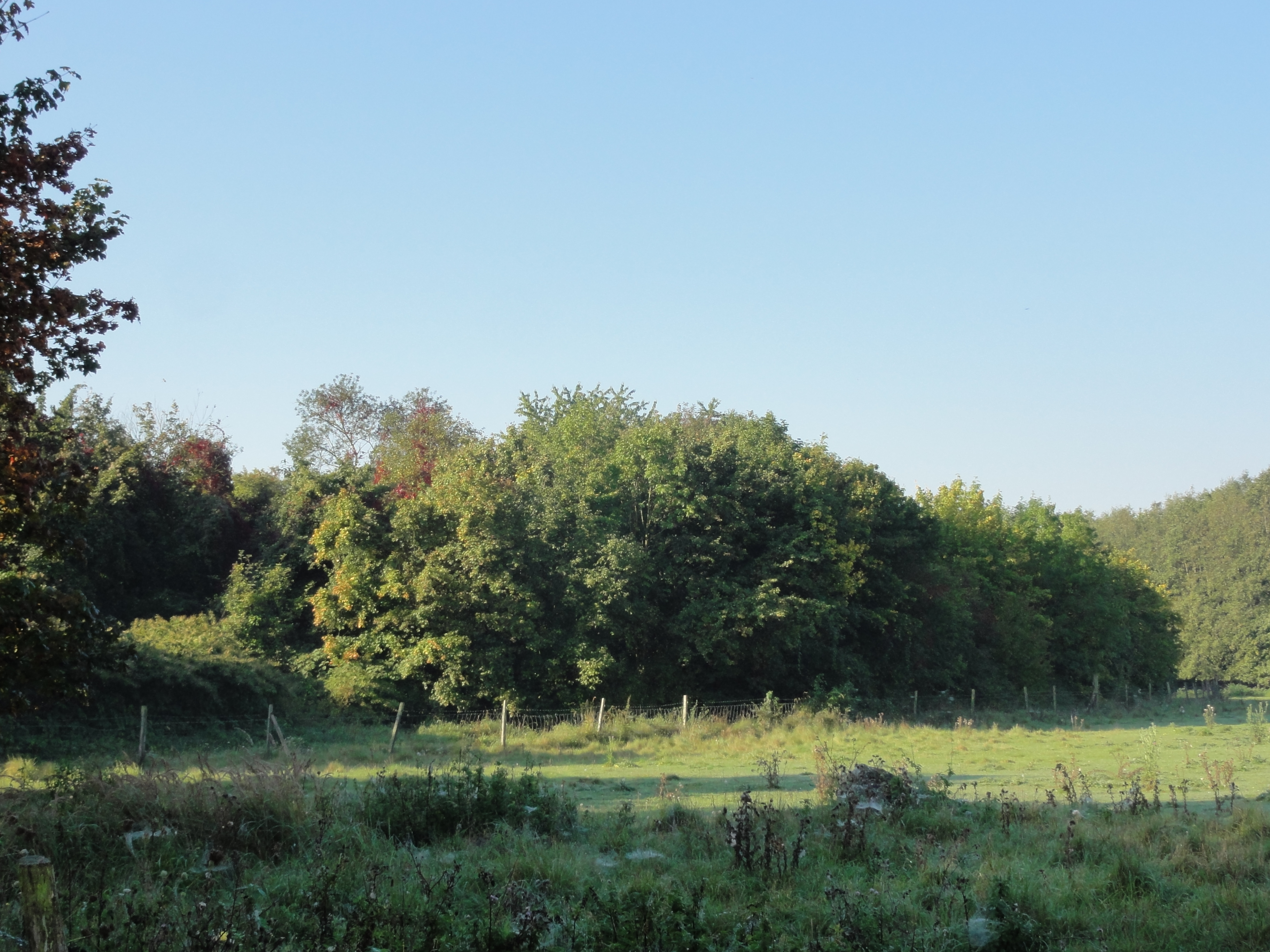
Le terril Soult.

Le terril no 183, Soult, situé à Fresnes-sur-Escaut, est le terril des fosses Soult nos 1 et 2. Plat et culminant à quatre mètres, il a été exploité.

## Les cités
Les cités Soult Ancienne, Soult Basse et Soult Haute sont communes avec la fosse Soult no 1.

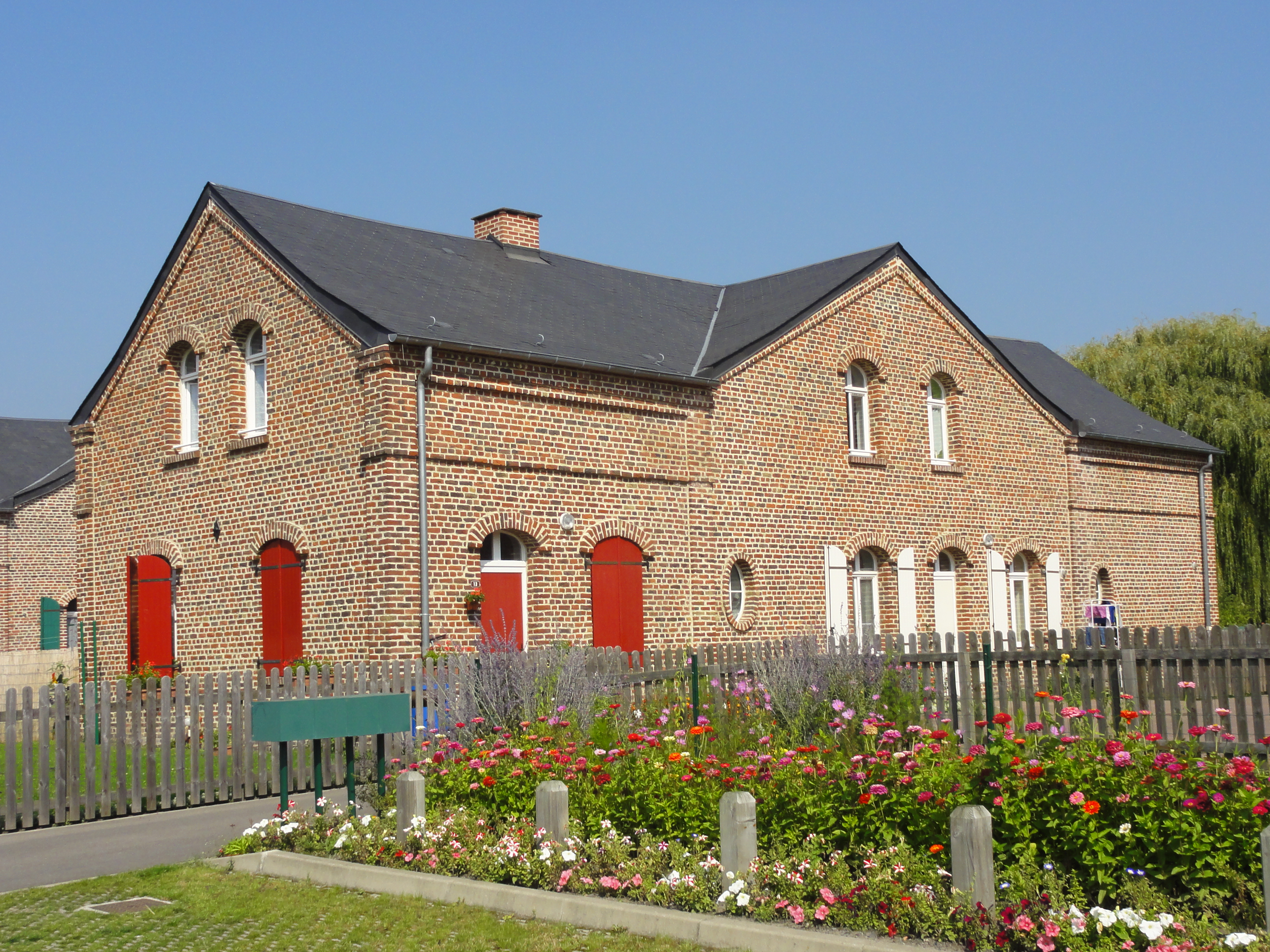
Cité Soult Ancienne.
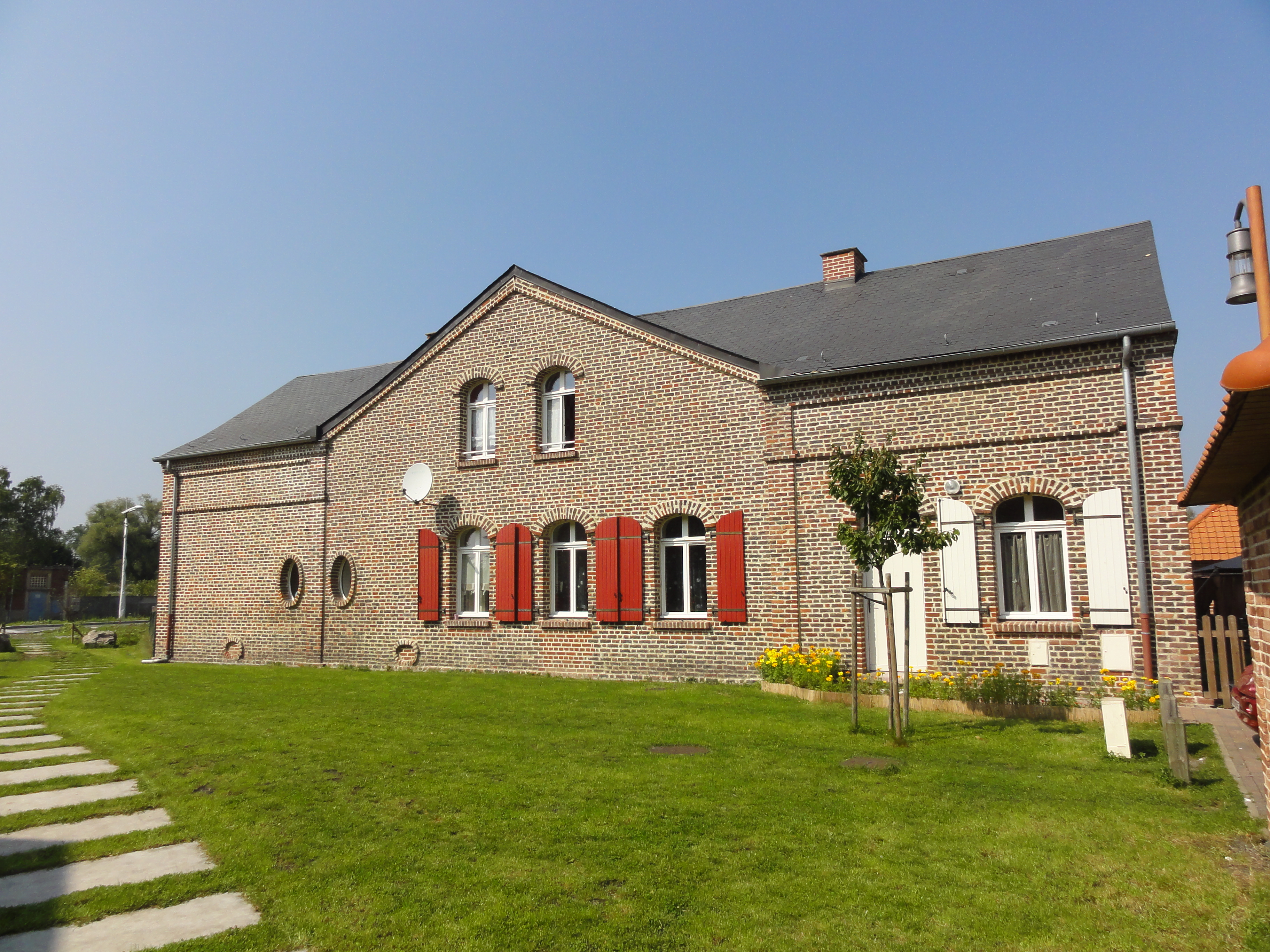
Cité Soult Ancienne.
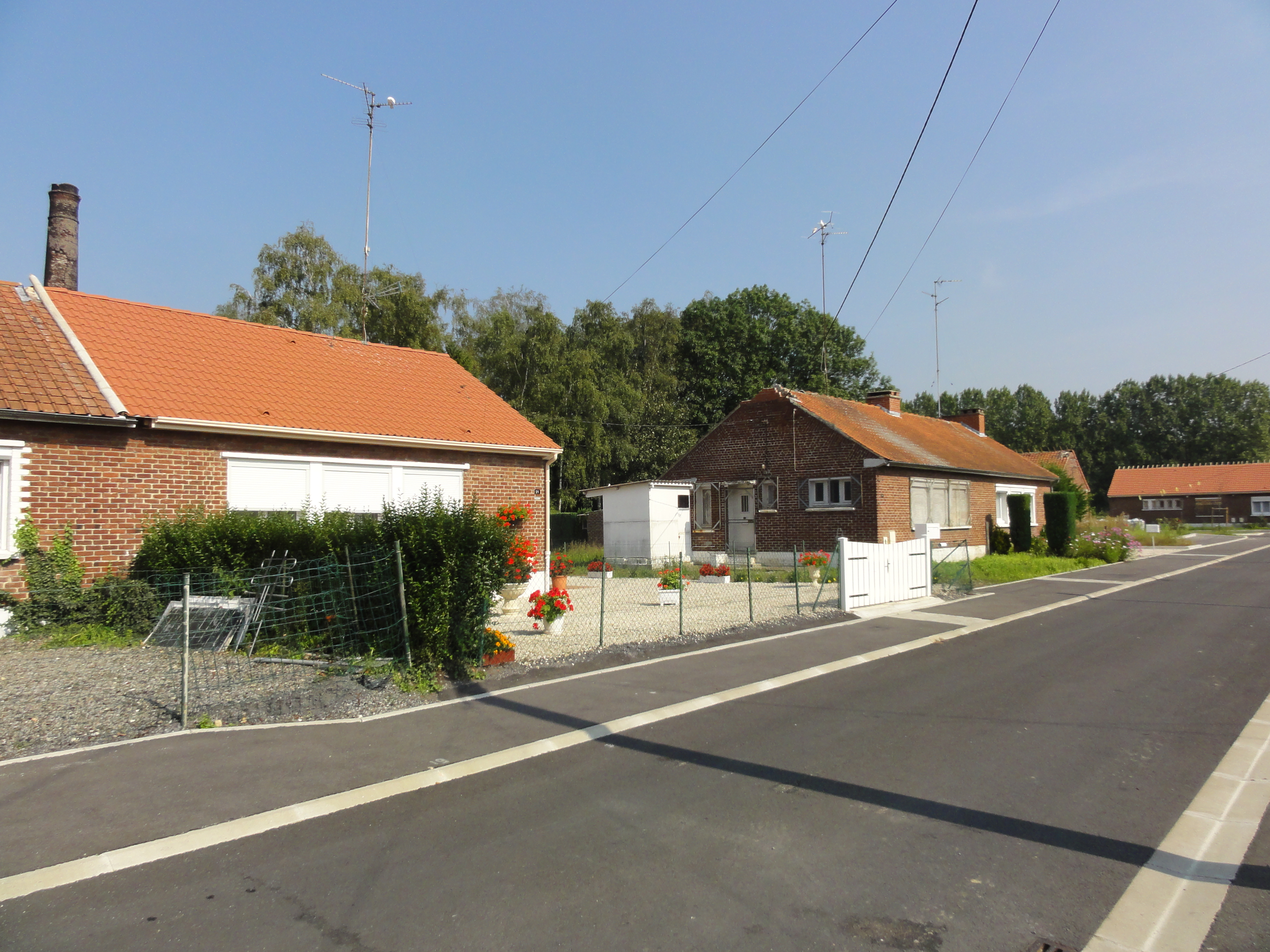
Cité Soult Basse.
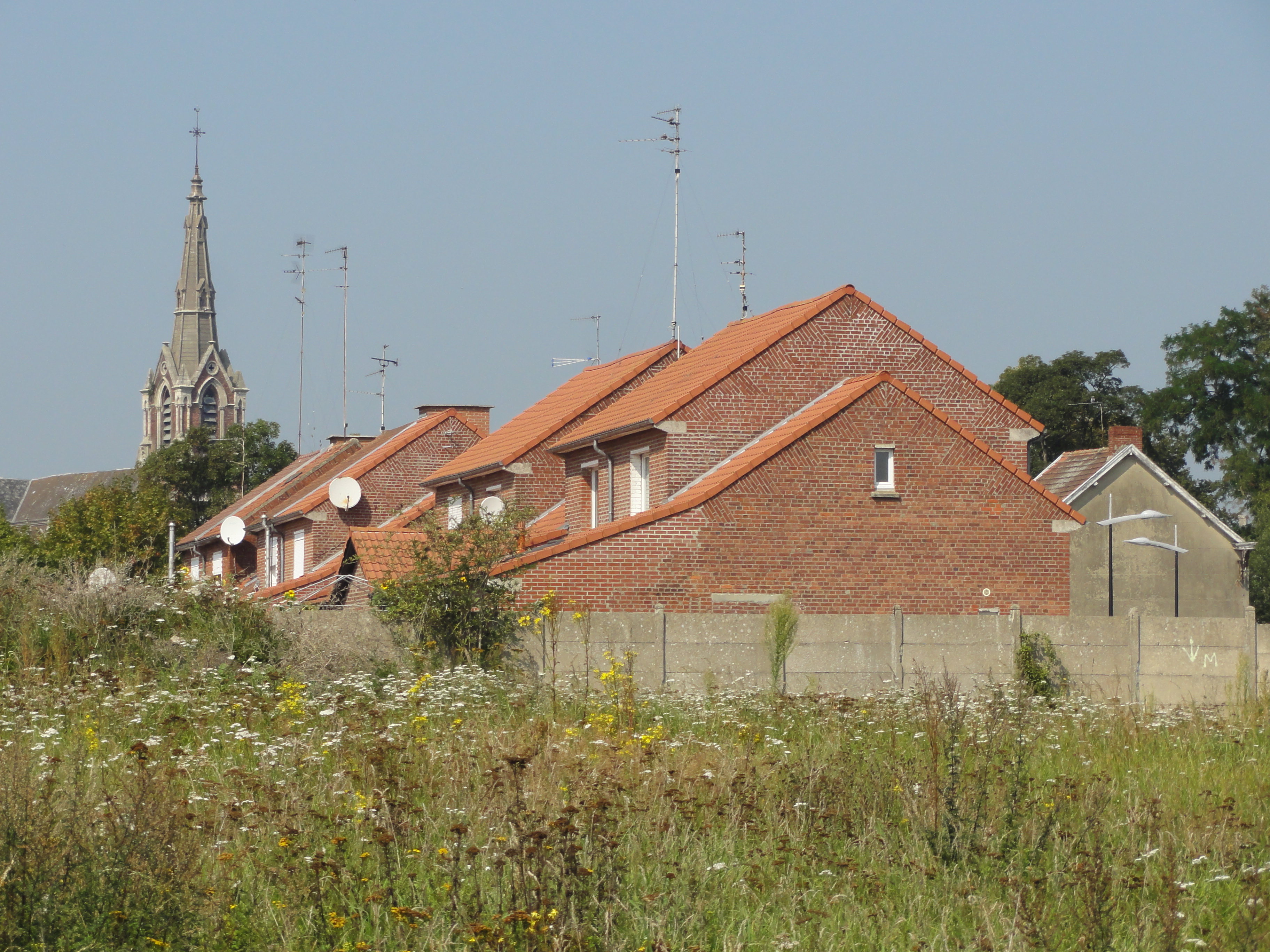
Cité Soult Basse.
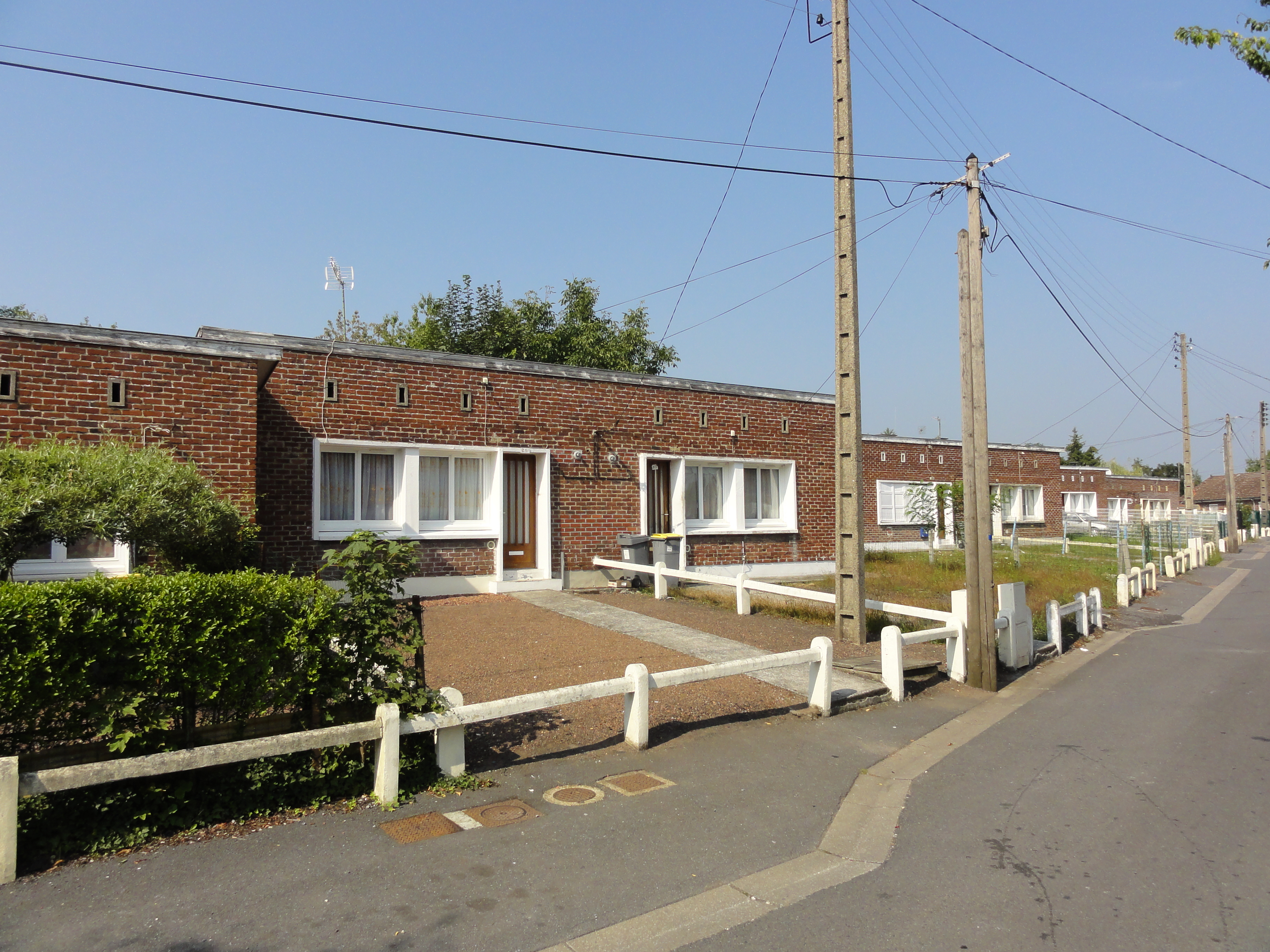
Cité Soult Haute.
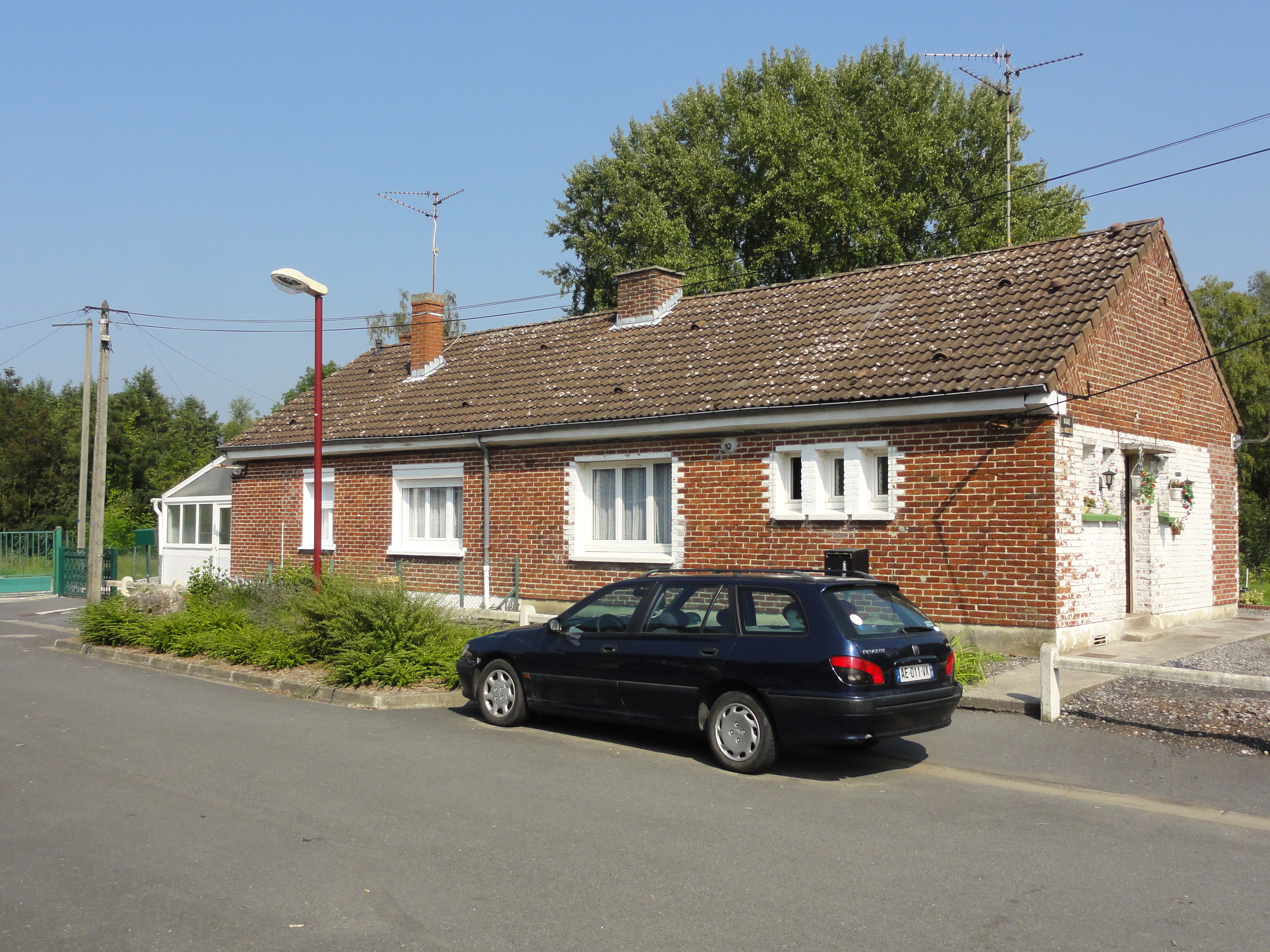
Cité Soult Haute.